# Florent Pagny
Florent Pagny (ur. 6 listopada 1961 w Chalon-sur-Saône) – francuski piosenkarz, autor tekstów piosenek i aktor.

## Życiorys
Urodził się w Chalon-sur-Saône, w regionie Burgundii w rodzinie skromnej klasy robotniczej jako syn Odile, sekretarki / fanki Luisa Mariano, i Jeana Pagny, sprzedawcy winiet. Dzieciństwo spędził w Montchanin w Burgundii z trzema braćmi i siostrą. Jako dziecko był nadpobudliwy i często zmieniał szkołę. Miał 13 lat, gdy wraz z rodziną przeniósł się do Górnej Sabaudii w Bonneville. 
Jako nastolatek zaczął śpiewać i brał udział w lokalnych konkursach talentów i konkursach radiowych, gdzie wykonywał repertuar Luisa Mariano, idola swojej matki, a podczas wyścigu kolarskiego Tour de France wygrał specjalny konkurs talentów zorganizowany przez dziennik „Le Dauphiné Libéré”. Występował w programach telewizyjnych Michela Sardou i Gérarda Lenormanda. Mając 16 lat przerwał naukę w Chamonix. W 1976 wyjechał do Paryża na lekcje teatralne, przebywał w rezydencji Armii Zbawienia w Ménilmontant i zaczął zarabiać na życie dzięki kilku dorywczym pracom, w tym jako barman w nocnym klubie. Następnie przez trzy lata uczęszczał do Conservatoire Maurice-Ravel de Levallois-Perret, gdzie uczył się śpiewu klasycznego i odkrywał wszystkie możliwości swojego barytonowo–martinowego głosu. Był stałym bywalcem Les Halles.
W tym czasie poznał reżysera castingu Dominique’a Besneharda, który szukał twarzy do filmu Jean-Jacques’a Beineix Diva. Nie dostał tej roli, ale otrzymał role w filmach: komedii policyjnej Claude Zidi Fajtłapa (Inspecteur la Bavure, 1980) jako przyjaciel Michela (Coluche) z Gérardem Depardieu, komedii Les surdoués de la première compagnie (1981) jako żołnierz z Xavierem Deluc i L’amour nu (1981) jako bokser z Marlène Jobert. Znalazł się też w obsadzie dramatu kryminalnego Boba Swaima Równowaga (La balance, 1982) jako Ange Simoni u boku Nathalie Baye oraz dramatu historycznego Alaina Corneau Fort Saganne (1984).
W 1987 Pagny wydał swój debiutancki singiel „N’Importe Quoi”. Hymn antynarkotykowy okazał się wielkim sukcesem, sprzedając się w ponad milionie egzemplarzy. Wraz z wydaniem w 1988 singla „Laissez-nous respirer”, Pagny umocnił swój wizerunek jako ikony młodzieńczego buntu i niepokoju. Jego trzeci singiel „Comme d’habitude” był coverem piosenki z 1967 napisanej przez Claude’a François. Wiosną 1990 ukazał się pierwszy album Merci (wyd. Philips). Podczas gdy krytycy muzyczni wyśmiewali jego rebeliancką postawę, płyta okazała się sporym hitem. Nawiązał współpracę z Jean-Jacques’iem Goldmanem, który skomponował mu pierwsze piosenki pod pseudonimem Sam Brewski.
Wydany w 1992 album Réaliste był wielkim sukcesem. Na płycie znalazł się też utwór „Caruso”, pierwotnie wykonany przez Lucio Dallę.
W 1997, dzięki płycie Savoir aimer, Pagny powrócił na szczyt francuskiej listy przebojów, a później zdobył nagrodę dla Najlepszego artysty roku na dorocznej gali Victoires de la Musique. Był jedynym przedstawicielem Francji, który w czerwcu 1998 uczestniczył w międzynarodowym koncercie charytatywnym Luciano Pavarottiego. W 1999 powrócił na listy przebojów z piosenką „Dors”. Pod koniec 1999 wydał album RéCréation, który pokrył się podwójną platyną.
W 2001 był jurorem Star Academy 1, a w latach 2012-2018 pełnił funkcję trenera The Voice: La Plus Belle Voix.
W 2004 wcielił się w postać D’Artagnana w filmie telewizyjnym Milady z Arielle Dombasle w roli tytułowej.
W marcu 2018, w ramach akcji “Sidaction”, wziął udział w nagraniu utworu i wideoklipu „Sa raison d’être, 2018”.

## Życie prywatne
W latach 1988–1991 tworzył związek z Vanessą Paradis. Media były poruszone tą relacją, biorąc pod uwagę różnicę wieku obu artystów (ona miała wtedy 15 lat, a on 26).
W 1993 związał się z Azuceną Caamaño, artystka malarką i byłą argentyńską modelką, z którą ma dwoje dzieci, syna Inkę (ur. 1996) i córkę Aël (ur. 1999). Pobrali się w 2006.
25 stycznia 2022 ogłosił, że cierpi na raka płuc i odwołał swoją trasę koncertową.

## Dyskografia

### albumy
- 1990: Merci
- 1992: Réaliste
- 1994: Rester vrai
- 1997: Savoir aimer
- 1999: RéCréation
- 2000: Châtelet Les Halles
- 2001: 2
- 2003: Ailleurs land
- 2004: Baryton
- 2006: Abracadabra
- 2007: Pagny chante Brel
- 2009: C'est comme ça
- 2010: Tout et son contraire
- 2010: Baryton. Gracias a la vida
- 2013: Vieillir avec toi
- 2016: Habana
- 2017: Le présent d'abord
- 2018: Tout simplement
- 2019: Aime la vie
- 2021: L'avenir